# Microrhopala floridana
Microrhopala floridana es una especie de insecto coleóptero de la familia Chrysomelidae. Fue descrita en 1878 por Schwarz. Se encuentra en el sudeste de Estados Unidos.